# Massagueira (álbum)
Massagueira é o terceiro disco da banda carioca de MPB, Fino Coletivo, lançado em 2014. 
O álbum foi realizado através de campanha de crowdfunding promovida com a divulgação de um vídeo promocional nas redes sociais ao som da faixa Ai De Mim, presente no segundo álbum da banda, Copacabana.
O título da obra, Massagueira, é uma homenagem à aldeia de pescadores de mesmo nome e que fica localizada a 15 Km da cidade de Maceió, capital de Alagoas.

## Faixas
1. Is Very Good Jan
2. Iracema
3. De Maré
4. Tudo Fica Lindo
5. Meu Carinho Meu Calor
6. Floreando
7. Nós
8. Por Vir
9. Como É Que A Gente Se Ajeita
10. Vou Que Vou